# Indicatrice de Tissot
Pour les articles homonymes, voir Indicatrice et Tissot.

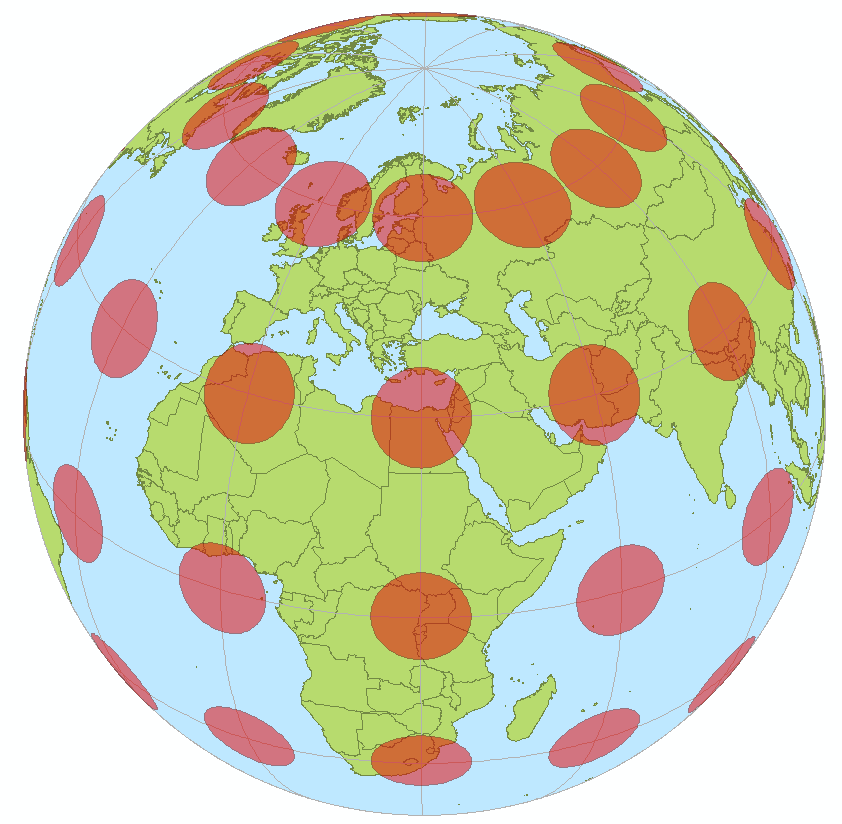
La taille et la forme des cercles ne varient pas sur une sphère.

Cercles déformés (forme et taille) sur une projection de Mollweide.

L’indicatrice de Tissot est une forme géométrique (un cercle ou une ellipse) permettant d'apprécier le degré de déformation d'un système de projection cartographique. Cet indicateur a été inventé par le cartographe français Nicolas Auguste Tissot.
Les modes de projection dits conformes préservent la forme circulaire des indicatrices, mais pas leur taille (ces projections conservent donc les formes des objets représentés, mais pas leur surface). Les modes de projection dits équivalents préservent la surface des indicatrices, mais pas leur forme, ce sont des ellipses (les formes sont altérées, mais pas les surfaces). Les modes de projection les plus courants sont des compromis des deux.

## Exemples
|                           |
| La Projection de Mercator |

|                            |
| Projection stéréographique |

|                        |
| Projection sinusoïdale |

|                       |
| Projection de Cassini |